# Park Jin-sung
Park Jin-sung (4 de julio de 1985) es un luchador surcoreano de lucha grecorromana. Compitió en tres Campeonatos Mundiales. Consiguió un 17.º puesto en 2010. Ganó la medalla de bronce en los Juegos Asiáticos de 2010. Campeón asiático en el año 2010, segundo en 2013 y tercero en 2015 y 2016. Tres veces representó a su país en la Copa del Mundo, en el 2008 clasificándose en la primera posición, en 2013 en la sexta y en 2011 consiguiendo un octavo puesto. Campeón Mundial de Juniores del año 2003.